# Jazz New York
Jazz New York è un album discografico di Manny Albam, pubblicato dall'etichetta discografica Dot Records nel 1958.

## Tracce
Lato A
1. Thruway – 3:30 (Manny Albam) – Registrato l'8 aprile 1958 a New York
2. They All Laughed – 3:51 (George Gershwin, Ira Gershwin) – Registrato nell'aprile 1958 a New York
3. In a Mist – 5:07 (Bix Beiderbecke) – Registrato il 25 aprile 1958 a New York
4. Fresh Flute – 5:10 (Manny Albam) – Registrato nell'aprile 1958 a New York

Durata totale: 17:38
Lato B
1. Dot's Right – 4:33 (Manny Albam) – Registrato il 25 aprile 1958 a New York
2. Hebe, the Cups Please! – 5:24 (Manny Albam) – Registrato il 25 aprile 1958 a New York
3. The Nether Regions – 8:17 (Manny Albam) – Registrato l'8 aprile 1958 a New York

Durata totale: 18:14

## Musicisti
In tutti i brani:
- Manny Albam - arrangiamenti, conduttore musicale
- Gene Quill - sassofono alto, clarinetto
- Al Cohn - sassofono tenore
- Pepper Adams - sassofono baritono
- Bernie Glow - tromba
- Ernie Royal - tromba
- Jim Dahl - trombone
- Bob Brookmeyer - trombone
- Tommy Mitchell - trombone basso
- Osie Johnson - batteria

Musicisti aggiunti:
- Donald Byrd - tromba (brani: Thruway / The Nether Regions)
- Zoot Sims - sassofono tenore (brani: Thruway / The Nether Regions)
- Milt Hinton - contrabbasso (brani: Thruway / The Nether Regions / In a Mist / Dot's Right / Hebe, the Cups Please!)
- Dick Katz - pianoforte (brani: Thruway / The Nether Regions / They All Laughed / Fresh Flute)
- Art Farmer - tromba (brani: In a Mist / Dot's Right / Hebe, the Cups Please!)
- Eddie Costa - pianoforte, vibrafono (brani: In a Mist / Dot's Right / Hebe, the Cups Please!)
- Frank Socolow - sassofono tenore (brani: In a Mist / Dot's Right / Hebe, the Cups Please!)
- Jerome Richardson - flauto, sassofono tenore (brani: They All Laughed / Fresh Flute)
- Nick Travis - tromba (brani: They All Laughed / Fresh Flute)
- Joe Banjamin - contrabbasso (brani: They All Laughed / Fresh Flute)[1]